# Récompenses des Hawks d'Atlanta
Les Hawks d'Atlanta sont une franchise de basket-ball américaine évoluant dans la National Basketball Association. Cet article regroupe l'ensemble des récompenses des Hawks d'Atlanta durant les saisons NBA.

## Titres de l'équipe

### Champion NBA
Les Hawks ont gagné un titre de champion NBA : 1958.

### Champion de conférence
Les Hawks n'ont remporté aucun titre de champion de conférence en NBA.

### Champion de division
Les Hawks ont été 12 fois champion de leur division : 1957, 1958, 1959, 1960, 1961, 1968, 1970, 1980, 1987, 1994, 2015, 2021.
Ils se répartissent en 7 titres de la Division Ouest, 3 titres de la division Centrale et 2 titres de la division Sud-Est.

## Titres individuels

### MVP
- Bob Pettit (x2) – 1956, 1959

### Défenseur de l'année
- Dikembe Mutombo (x2) – 1997, 1998

### Rookie de l'année
- Bob Pettit – 1955

### 6ehomme de l'année
- Jamal Crawford – 2010
- Bogdan Bogdanovic - 2023 - 2024
- Mo Gueye - 2025 (stressé)

### Meilleure progression de l'année
- Alan Henderson – 1998
- Dyson Daniels – 2025

### Entraîneur de l'année
- Harry Gallatin – 1963
- Richie Guerin – 1968
- Hubie Brown – 1978
- Mike Fratello – 1986
- Lenny Wilkens – 1994
- Mike Budenholzer – 2015

### Exécutif de l'année
- Stan Kasten (x2) – 1986, 1987

### NBA Sportsmanship Award
- Kyle Korver – 2015
- Vince Carter – 2020

### J. Walter Kennedy Citizenship Award
- Doc Rivers – 1990
- Joe O'Toole – 1995
- Steve Smith – 1998

## Hall of Fame

### Joueurs
22 hommes ayant joué aux Hawks principalement, ou de façon significative pendant leur carrière ont été introduits au Basketball Hall of Fame (également appelé Naismith Memorial Basketball Hall of Fame).
| Joueur            | Activité aux Hawks  | Activité aux Hawks  | Hall of Fame        |
| Joueur            | Années              | Titres avec Atlanta | Année intronisation |
| ----------------- | ------------------- | ------------------- | ------------------- |
| Ed Macauley       | 1956–1959           | 1                   | 1960                |
| Bob Pettit        | 1954–1965           | 1                   | 1971                |
| Cliff Hagan       | 1956–1966           | 1                   | 1978                |
| Slater Martin     | 1956–1960           | 1                   | 1982                |
| Bob Houbregs      | 1953                | 0                   | 1987                |
| Pete Maravich     | 1970–1974           | 0                   | 1988                |
| Bobby McDermott   | 1947–1948           | 0                   | 1988                |
| Clyde Lovellette  | 1958–1962           | 0                   | 1988                |
| Lenny Wilkens     | 1960–1968           | 0                   | 1989                |
| Connie Hawkins    | 1975–1976           | 0                   | 1992                |
| Walt Bellamy      | 1970–1974           | 0                   | 1993                |
| Moses Malone      | 1988–1991           | 0                   | 2001                |
| Dominique Wilkins | 1982–1994           | 0                   | 2006                |
| Richie Guerin     | 1963–1967 1968–1970 | 0                   | 2013                |
| Dikembe Mutombo   | 1996–2001           | 0                   | 2015                |
| Zelmo Beaty       | 1962–1969           | 0                   | 2016                |
| Tracy McGrady     | 2011–2012           | 0                   | 2017                |
| Maurice Cheeks    | 1991–1992           | 0                   | 2018                |
| Chuck Cooper      | 1954–1956           | 0                   | 2019                |
| Sidney Moncrief   | 1990–1991           | 0                   | 2019                |
| Toni Kukoč        | 2001–2002           | 0                   | 2021                |
| Vince Carter      | 2018–2020           | 0                   | 2024                |

### Entraineurs, managers et contributeurs
| Personnalité       | Activité aux Hawks | Activité aux Hawks  | Activité aux Hawks | Hall of Fame        | Hall of Fame |
| Personnalité       | Années             | Titres avec Atlanta | Fonction           | Année intronisation | Qualité      |
| ------------------ | ------------------ | ------------------- | ------------------ | ------------------- | ------------ |
| Red Auerbach       | 1949–1950          | 0                   | entraîneur         | 1969                | entraîneur   |
| Red Holzman        | 1954–1957          | 0                   | entraîneur         | 1986                | entraîneur   |
| Alex Hannum        | 1957–1958          | 1                   | entraîneur         | 1998                | entraîneur   |
| Lenny Wilkens      | 1993–2000          | 0                   | entraîneur         | 1998                | entraîneur   |
| Hubie Brown        | 1976–1981          | 0                   | entraîneur         | 2005                | contributeur |
| Rod Thorn          | 1965–1967          | 0                   | joueur             | 2018                | contributeur |
| Cotton Fitzsimmons | 1972–1976          | 0                   | entraîneur         | 2021                | entraîneur   |

## Maillots retirés
Les maillots retirés au sein de la franchise des Hawks sont les suivants :
- 9 - Bob Pettit
- 21 - Dominique Wilkins
- 23 - Lou Hudson
- 44 - Pete Maravich
- 55 - Dikembe Mutombo
- 59 - Kasim Reed (maire d'Atlanta de 2010 à 2018)

## Récompenses du All-Star Week-End

### Sélections au All-Star Game
Liste des joueurs sélectionnés pour le All-Star Game, en tant que joueur des Hawks d'Atlanta :
- Frankie Brian – 1951
- Dike Eddleman (x2) – 1951, 1952
- Mel Hutchins – 1953
- Don Sunderlage – 1954
- Frank Selvy – 1955
- Bob Pettit (x11) – 1955, 1956, 1957, 1958, 1959, 1960, 1961, 1962, 1963, 1964, 1965
- Bob Harrison – 1956
- Ed Macauley – 1957
- Slater Martin (x3) – 1957, 1958, 1959
- Cliff Hagan (x5) – 1958, 1959, 1960, 1961, 1962
- Clyde Lovellette (x2) – 1960, 1961
- Lenny Wilkens (x5) – 1963, 1964, 1965, 1967, 1968
- Zelmo Beaty (x2) – 1966, 1968
- Bill Bridges (x3) – 1967, 1968, 1970
- Joe Caldwell (x2) – 1969, 1970
- Lou Hudson (x6) – 1969, 1970, 1971, 1972, 1973, 1974
- Pete Maravich (x2) – 1973, 1974
- John Drew (x2) – 1976, 1980
- Eddie Johnson (x2) – 1980, 1981
- Dan Roundfield (x3) – 1980, 1981, 1982
- Dominique Wilkins (x9) – 1986, 1987, 1988, 1989, 1990, 1991, 1992, 1993, 1994
- Doc Rivers – 1988
- Moses Malone – 1989
- Kevin Willis – 1992
- Mookie Blaylock – 1994
- Christian Laettner – 1997
- Dikembe Mutombo (x4) – 1997, 1998, 2000, 2001
- Steve Smith – 1998
- Shareef Abdur-Rahim – 2002
- Joe Johnson (x6) – 2007, 2008, 2009, 2010, 2011, 2012
- Al Horford (x4) – 2010, 2011, 2015, 2016
- Paul Millsap (x4) – 2014, 2015, 2016, 2017
- Kyle Korver – 2015
- Jeff Teague – 2015
- Trae Young (x4) – 2020, 2022, 2024, 2025

### MVP du All-Star Game
- Bob Pettit (x4) – 1956, 1958, 1959, 1962

### Coachs au All-Star Game
- Alex Hannum – 1958
- Ed Macauley (x2) – 1959, 1960
- Paul Seymour – 1961
- Richie Guerin (x2) – 1969, 1970
- Mike Fratello – 1988
- Lenny Wilkens – 1994
- Mike Budenholzer – 2015

### Vainqueur du concours de dunks
- Dominique Wilkins (x2) – 1985, 1990
- Spud Webb – 1986
- Josh Smith – 2005

## Distinctions en fin d'année

### All-NBA Team

#### All-NBA First Team
- Bob Pettit (x10) – 1955, 1956, 1957, 1958, 1959, 1960, 1961, 1962, 1963, 1964
- Dominique Wilkins – 1986

#### All-NBA Second Team
- Frank Brian – 1951
- Slater Martin (x3) – 1957, 1958, 1959
- Cliff Hagan (x2) – 1958, 1959
- Bob Pettit – 1965
- Lou Hudson – 1970
- Pete Maravich – 1973
- Dan Roundfield – 1980
- Dominique Wilkins (x4) – 1987, 1988, 1991, 1993
- Dikembe Mutombo – 2001

#### All-NBA Third Team
- Dominique Wilkins – 1989
- Kevin Willis – 1992
- Dikembe Mutombo – 1998
- Joe Johnson – 2010
- Al Horford – 2011
- Trae Young – 2022

### NBA All-Rookie Team

#### NBA All-Rookie First Team
- Zelmo Beaty – 1963
- Lou Hudson – 1968
- Pete Maravich – 1971
- John Brown – 1974
- John Drew – 1975
- Dominique Wilkins – 1983
- Stacey Augmon – 1992
- Al Horford – 2008
- Trae Young – 2019
- Zaccharie Risacher – 2025

#### NBA All-Rookie Second Team
- Jason Terry – 2000
- Josh Childress – 2005
- Josh Smith – 2005
- Marvin Williams – 2006
- John Collins – 2018
- Kevin Huerter – 2019

### NBA All-Defensive Team

#### NBA All-Defensive First Team
- Dan Roundfield (x3) – 1980, 1982, 1983
- Wayne Rollins – 1984
- Mookie Blaylock (x2) – 1994, 1995
- Dikembe Mutombo (x2) – 1997, 1998
- Dyson Daniels – 2025

#### NBA All-Defensive Second Team
- Bill Bridges (x2) – 1969, 1970
- Joe Caldwell – 1970
- Edward Johnson Jr. (x2) – 1979, 1980
- Dan Roundfield (x2) – 1981, 1984
- Wayne Rollins – 1983
- Mookie Blaylock (x4) – 1996, 1997, 1998, 1999
- Dikembe Mutombo – 1999
- Josh Smith – 2010
- Paul Millsap – 2016